# Biennale Animacji Bratysława
Biennale Animacji Bratysława (BAB) (Bienále animácie Bratislava) – międzynarodowy festiwal filmów animowanych dla dzieci. 

## Nagrody

### Prix Klingsor
- 1991:  Emanuele Luzzati
- 1993:  Frédéric Back
- 1995:  Faith Hubley
- 1997:  Gene Deitch
- 1999:  Co Hoedeman
- 2001:  Giulio Gianini
- 2003:  Břetislav Pojar
- 2006:  Caroline Leaf
- 2008:  Michel Ocelot
- 2010:  Marcell Jankovics
- 2012:  Garri Bardin
- 2014:  Witold Giersz
- 2016:  Jannik Hastrup
- 2018:  Michaël Dudok de Wit